# National Anthem
National Anthem je píseň od americké zpěvačky a skladatelky Lany Del Rey. Byla vydána dne 6. července 2012 jako pátý singl z jejího druhého studiového alba Born to Die. Napsala ji sama Lana Del Rey společně s Justinem Parkerem a s The Nexus. Produkce se ujal jako tradičně Emile Haynie a spolu s ním i Jeff Bhasker, David Sneddon a James Bauer-Mein. Stejně jako celé album i tato píseň sklidila od kritiků úspěch.

## Hudební video
Režie se ujal Anthony Mandler a spolu s Lanou video natočili v květnu 2012. Video začíná Lanou jako Marilyn Monroe jak zpívá "Happy Birthday Mr. President" stejně jako Marilyn v roce 1962. Johna F. Kennedyho hraje ve videu ASAP Rocky.

## Hudební příčky
| Žebříček (2012)                              | Nejvyšší umístění |
| -------------------------------------------- | ----------------- |
| Belgie (Ultratop 50 Flanders)                | 40                |
| Francie (SNEP)                               | 152               |
| Spojené království (Official Charts Company) | 92                |
| USA (Billboard Rock Songs)                   | 37                |